# Ahmed Moubarak
Pour les articles homonymes, voir Moubarak (homonymie).
Ahmed Moubarak, de son nom complet Ahmed ben Moubarak ben Obaïd Al-Mahaijri (arabe : أحمد مبارك المهاجري), né le 23 février 1985 à Sour dans le sultanat d'Oman, est un footballeur international omanais,

## Palmarès

### En club
- Al-Oruba :
  - Champion d'Oman en 2002
  - Vainqueur de la Coupe d'Oman en 2002
  - Finaliste de la Coupe d'Oman en 2001
  - Vainqueur de la Supercoupe d'Oman en 2000 et 2002

- Al-Ain :
  - Vice-champion des Émirats en 2005
  - Vainqueur de la Coupe des Émirats en 2005

- Al-Rayyan :
  - Vainqueur de la Coupe du Qatar en 2006

### En sélection nationale
- Vainqueur de la Coupe du Golfe en 2009 et en 2017
- Finaliste de la Coupe du Golfe en 2004 et 2007